# غيرد غيغرينزر
غيرد غيغرينزر (من مواليد 3 سبتمبر 1947، فلارسدورف، ألمانيا)، عالم نفس ألماني درس استخدام العقلانية المحدودة والحدس المهني في اتخاذ القرار. كما أنه المدير الفخري لمركز السلوك والإدراك التكيفي (ABC) في معهد ماكس بلانك للتنمية البشرية ومدير مركز هاردينغ لمحو الأمية المتعلقة بالمخاطر، وكلاهما في برلين، ألمانيا.
يبحث غيرد في كيفية توصل البشر لاستنتاجات حول عالمهم بوقت ومعرفة محدودة. يقترح غيرد وجود عالم غير مؤكد، وأن نظرية الاحتمالات ليست كافية؛ فالناس يستخدمون أيضًا الحدس المهني، أي قواعد الإبهام. يضع غيرد تصورًا للقرارات العقلانية من حيث صندوق الأدوات التكيفي (مرجع الاستدلال لدى الفرد أو المؤسسة) والقدرة على اختيار الاستدلال الجيد للمهمة المطروحة. يُطلق على الحدس المهني بأنه عقلاني إيكولوجي لدرجة تكيفه مع بنية البيئة.
يجادل غيرد بأن الحدس المهني ليس غير منطقيًا أو دائمًا في المرتبة الثانية بعد تحقيق الأمثلية، كما تفترض طريقة عرض مقايضة الدقة والجهد، إذ يُنظر إلى الحدس المهني على أنه طريق مختصرة تتمثل في جهد أقل مقابل دقة أقل. في المقابل، حددت دراساته والباحثون الذين يعملون معه المواقف التي يكون فيها «الأقل هو الأكثر»، أي عندما يتخذ الحدس المهني قرارات أكثر دقة بجهد أقل. وهذا يتعارض مع وجهة النظر التقليدية القائلة بأن المزيد من المعلومات دائمًا ما يكون أفضل أو على الأقل لا يمكن أن يضر أبدًا إذا كانت مجانية. عُرض تأثير نظرية (الأقل يعني الأكثر) على أنه الأكثر تجريبيًا وتحليليًا وذلك من خلال المحاكاة الحاسوبية.

## سيرته الشخصية

### مهنته الأكاديمية
حصل غيرد على درجة الدكتوراه من جامعة ميونيخ عام 1977 وأصبح أستاذًا لعلم النفس هناك في نفس العام. انتقل في عام 1984 إلى جامعة كونستانز وفي عام 1990 إلى جامعة سالزبورغ. كان من عام 1992 إلى عام 1995 أستاذًا في علم النفس في جامعة شيكاغو بالإضافة لكونه أستاذًا زائرًا متميزًا لجون إم أولين بكلية الحقوق بجامعة فيرجينيا. أصبح في عام 1995 مديرًا لمعهد ماكس بلانك للبحوث النفسية في ميونيخ. يشغل غيرد منذ عام 2009 منصب مدير مركز هاردينغ لمحو الأمية في برلين.
حصل غيرد على الدكتوراه الفخرية من جامعة بازل والجامعة المفتوحة في هولندا، بالإضافة لكونه زميلاً في كلية داردن للأعمال بجامعة فيرجينيا أيضًا وزميلاً في أكاديمية برلين براندنبورغ للعلوم وأكاديمية ليوبولدينا الألمانية للعلوم وعضوًا فخريًا في الأكاديمية الأمريكية للفنون والعلوم والجمعية الأمريكية للفلسفة.

### استكشافاته
ألف غيرد رفقة دانيال غولدستاين لأول مرة نظرية للكشف عن مجريات الأمور والأخذ بأفضلها. وقد أثبتوا تحليليًا الظروف التي يمكن أن يؤدي فيها شبه الجهل (غياب الإدراك) استنتاجات أفضل من المعرفة. أُكدت هذه النتائج تجريبيًا في العديد من التجارب، على سبيل المثال، من خلال إظهار أن الأشخاص شبه الجاهلين الذين يعتمدون على الإدراك جيدون أو أفضل من رابطة محترفي التنس (ATP) وخبراء التنبؤ، بنتائج بطولات ويمبلدون للتنس. وبالمثل، استُنتج أن قرارات ذوي الخبرة (على سبيل المثال الشرطة واللصوص المحترفين وأمن المطارات) على أنها تتبع الحدس المهني والإدراك وإضافة جميع المعلومات، بينما يميل الطلاب عديمي الخبرة إلى القيام بجمع المعلومات فقط.

## وصلات خارجية
- غيرد غيغرينزر في فهرس مكتبة ألمانيا الوطنية